# درمنه کالیفرنیایی
 درمنه کالیفرنیایی (نام علمی: Artemisia douglasiana) نام یک گونه از سرده درمنه‌ها است.